# Petrus Gerl
Petrus Gerl OSB (* 13. Juli 1718 in Straubing; † 15. Oktober 1781 in Prüfening) war ein deutscher Benediktiner und Abt in Kloster Prüfening bei Regensburg.

## Biographie
Petrus Gerl trat im Jahr 1735 in das Benediktinerkloster Prüfening ein und legte hier nach dem Noviziat am 28. Oktober 1736 die feierliche Profess ab. Anschließend absolvierte er seine philosophische und theologische Ausbildung im gemeinsamen Studium der Bayerischen Benediktinerkongregation, das zu dieser Zeit von Kloster Rott beherbergt wurde. Nach Abschluss des Studiums empfing er zu Beginn des Jahres 1742 die Priesterweihe. In den folgenden Jahren war er zunächst als Seelsorger in der von Kloster Prüfening betreuten Pfarrei Sinzing eingesetzt und dann in Hemau, wo das Kloster eine Propstei unterhielt.
Nach dem Tod von Abt Roman II. Kieser wurde Petrus Gerl am 17. Februar 1756 von den Mönchen des Klosters Prüfening zu dessen Nachfolger gewählt. Als Abt förderte Petrus Gerl die wissenschaftliche Tätigkeit in Kloster Prüfening, insbesondere das Studium der Philosophie und Theologie sowie der Geschichte und des Kirchenrechts. Dazu gehörte auch die Sorge um die zeitgemäße Ausstattung der Bibliothek in Prüfening; für sie erwarb er unter anderem die aktuellen kritischen Ausgaben der Schriften der Kirchenväter, die von den Benediktinern der französischen Kongregation der Mauriner verantwortet wurden. Das Kloster erlangte zu dieser Zeit den Ruf eines hervorragenden Zentrums von Gelehrsamkeit und Wissenschaft.
Unter Abt Petrus Gerl wurde in der dem Kloster Prüfening unterstehenden Pfarrei Hohenschambach ab 1759 die von einem Brand zerstörte Pfarrkirche Mariae Heimsuchung neu aufgebaut. Außerdem wurde ab 1768 der dem Kloster gehörende Gutshof in Puch (Schloss Puchhof) neu gebaut und die dortige romanische Kapelle im Stil des Rokoko erneuert und mit Fresken von Otto Gebhard geschmückt. Des Weiteren wurde das Stadtpalais des Klosters in Regensburg neu erbaut (am heutigen Bismarckplatz). Trotz dieser Baumaßnahmen gelang unter Abt Petrus Gerl eine Sanierung der wirtschaftlichen und finanziellen Situation des Klosters, die bei seinem Amtsantritt infolge der vorausgehenden Kriege noch immer angespannt war (Spanischer Erbfolgekrieg und Österreichischer Erbfolgekrieg).
Im Jahr 1768 wurde Petrus Gerl zum Abtpräses der Bayerischen Benediktinerkongregation gewählt; dieses Amt hatte er bis 1781 inne. Von Kurfürst Maximilian III. Joseph erhielt er als Zeichen der Anerkennung den Titel eines Hofkaplans. Im Jahr 1781 wurde Abt Petrus Gerl von Kurfürst Karl II. Theodor zum kurfürstlichen Kommissär und Kondirektor der bayrischen Schulen bestellt. In dieser Funktion verbrachte er drei Monate in München bei Beratungen über die Einführung des Malteser-Ritterordens in Bayern. Petrus Gerl hatte sich dafür eingesetzt, das Vermögen der Niederlassungen des aufgehobenen Jesuitenordens als Dotation für die Malteser zu verwenden.
Abt Petrus Gerl kehrte krank aus München zurück und verstarb kurz danach im Kloster Prüfening. Die Lob- und Trauerrede auf den Verstorbenen wurde von Abt Joseph Maria Hiendl aus Kloster Oberalteich gehalten und im selben Jahr in Regensburg publiziert.
Petrus Gerl galt zu seiner Zeit als hervorragender Prediger. Einige seiner Predigten sind in Druck erschienen. Die churfürstlich-baierische gelehrte Gesellschaft zur Beförderung der geistlichen Beredsamkeit und Katechetik hatte ihn 1779 zum Ehrenmitglied ernannt.

## Predigten (Auswahl)
- Saamen, und Frucht, In denen Benedeyungen Gottes. In einer Leich- und Lob-Rede Uber das hoche Ableiben Des weiland Hochwürdig-Hoch-Edelgebohrnen Herrn, Herrn Dominici II. Ordinis S. P. Benedicti Des uralt-exempten Closter-Stiffts Oberaltaich Jubilaei Professi, Priestern, und würdigisten Abbten, Straubing 1758.
- Das neu gewordene Alterthum. in einer Lob- und Ehren-Rede da der Hochw. Hr. Beda Abbt zu Wessobrunn sein 2. hl. Jubell-Meß-Opfer abgehalten, Augsburg 1758.
- Seelig-Sprechung des Weyland Hochwürdigen, Hoch-Edel-Gebohrnen Herrn Herrn Henrici, Des Hochlöblich-Exempten Closter-Stifts auf dem Berg S. Joannis Evangelistae zu Mallerstorff O. S. P. Benedicti Würdigsten Abbtens, Regenspurg 1758 (Digitalisat auf bavarikon.de).
- Die Nach den Nahmen in der Gnaden-Grösse Verewigte Tugend. In einer Leich- und Trost-Rede Uber den Hohen Todtes-Fall Des ... Joannis Baptistae, Des ... Reichs-Stiffts Zu St. Emmeram in Regenspurg Ord. S. P. Benedicti Würdigsten Abbten, Regensburg 1762
- Der durch das Leyden zu seiner Verherrlichung erstandene Weyland Hochwürdige in Gott, Hochedelgebohrne Herr, Herr Henricus, des Hochlöblich-exempten Closters Frauenzell, nächst Prennberg, Ord. S. Benedicti, Würdigister Abbt, Regensburg 1766.